# Jacopo Bellini

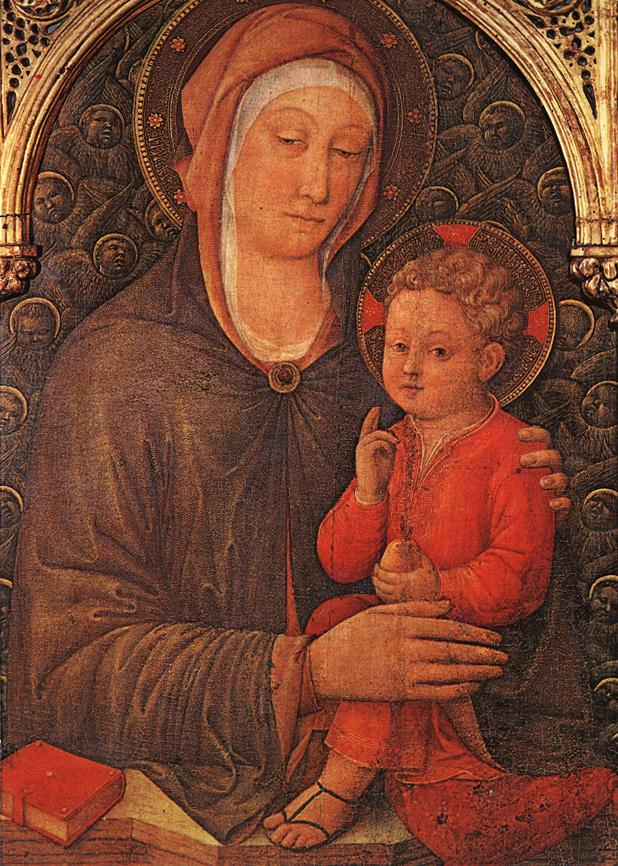
Madonna z błogosławiącym Dzieciątkiem (ok. 1455), Gallerie dell'Accademia, Wenecja

Jacopo Bellini (ur. ok. 1400, zm. 1470) – włoski malarz.
Uczeń Gentile da Fabriano. Początkowo tworzył we Florencji, później w Wenecji. Łączył pozostałości stylu bizantyjskiego, gotyku i renesansu. Uważa się, że nie był on w pełni artystą renesansowym. Tworzył obrazy głównie o treści religijnej. Z jego malarskiego dorobku pozostało bardzo niewiele: 2 szkicowniki (z ok. 1450) oraz 3 obrazy (dwa wizerunki Madonny i Ukrzyżowanie). Malował obrazy techniką olejną na płótnie jako jeden z pierwszych we Włoszech.
Miał dwóch synów. Starszy Gentile (ok. 1429-1507) wyróżniał się jako portrecista i przedstawiciel malarstwa wedutowego, natomiast młodszy Giovanni (ok. 1430-1516) zw. Giambellino jest najsłynniejszym członkiem rodziny.